# 1870 en Nouvelle-Écosse
Chronologie de la Nouvelle-Écosse
- 1866
- 1867
- 1868
- 1869
- 1870
- 1871
- 1872
- 1873
- 1874

Cette page concerne des événements d'actualité qui se sont produits durant l'année 1870 dans la province canadienne de la Nouvelle-Écosse.

## Politique
- Premier ministre : William Annand (Parti anti-confédération-libéral)
- Chef de l'Opposition : Hiram Blanchard (Parti conservateur)
- Lieutenant-gouverneur : Charles Hastings Doyle
- Législature : 24e (en)

## Événements
- 19 mai : le député libéral-conservateur fédéral de Colchester Adams George Archibald est nommé lieutenant-gouverneur du Manitoba.
- 23 juin : le libéral Leverett de Veber Chipman (en) remporte l'élection partielle fédérale de Kings à la suite de la mort de son père William Henry Chipman (en).
- 10 octobre : le député libéral de Halifax (en) Jeremiah Northup (en) est nommé au Sénat.
- 8 novembre : le libéral Frederick M. Pearson (en) remporte l'élection partielle fédérale de Colchester à la suite de la nomination du lieutenant-gouverneur du Manitoba Adams George Archibald.
- 17 novembre : le conservateur Philip Carteret Hill remporte l'élection partielle provinciale de Halifax (en) à la suite de la nomination du Sénat Jeremiah Northup (en).
- 13 décembre : l'anti-confédéré-libéral William Henry Wylde (en) remporte l'élection partielle de Guysborough (en) à la suite de la mort du même parti John Joseph Marshall (en).

## Naissances

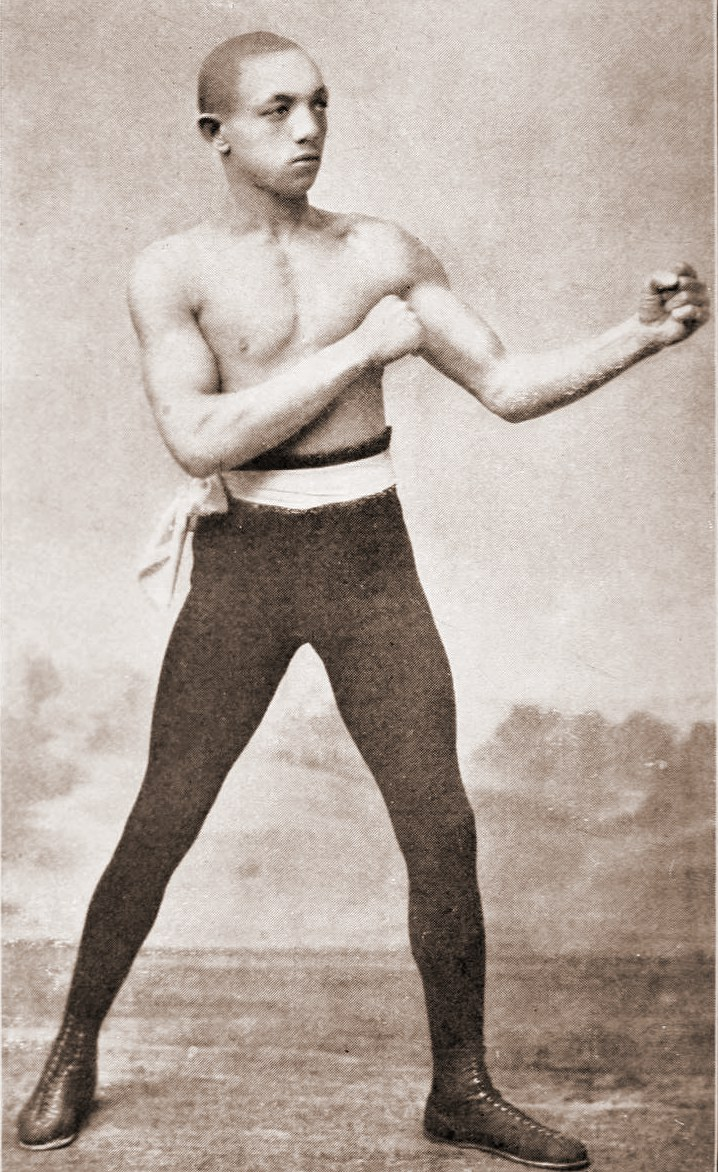
George Dixon

- 25 mai : Charles Hill Mailes (né à Halifax et mort le 17 février 1937 (à 66 ans) à Los Angeles aux États-Unis) est un acteur canadien du cinéma muet.
- 29 juillet : George Dixon est un boxeur canadien né à Africville, Halifax, et mort le 6 janvier 1908 (à 37 ans). Il est considéré comme le 1er champion du monde poids coqs après sa victoire par KO au 18e round face au champion d'Angleterre Nunc Wallace le 27 juin 1890 à Londres[1]
- 7 septembre : Jimmy Tompkins, prêtre.
- 31 octobre : Alexander Stirling MacMillan, premier ministre de la Nouvelle-Écosse.

## Décès
- 10 avril : William Henry Chipman (en), député fédéral de Kings (1867-1870).
- 25 septembre : John Joseph Marshall (en), député provincial de Guysborough (en) (1840-1847, 1850-1859, 1867-1870).